# 伊野波雅彦
伊野波 雅彦（いのは まさひこ、1985年8月28日 - ）は、宮崎県宮崎市出身の元プロサッカー選手。現役時代のポジションはディフェンダー（センターバック、サイドバック）、ミッドフィールダー（ボランチ）。元日本代表。

## プロ入り以前
実家は豆腐屋。幼少時は水泳や器械体操を習っていたが 9歳の時に全てを辞め、サッカーを始める。生目台中学では同期の上田常幸と共に宮崎県選抜に選ばれていた。この頃、同郷の増田誓志を伴いブラジル・リオデジャネイロに2度の短期留学を経験。また、当時から鹿島アントラーズのファンで、鹿島ユース入りを図って直談判を申し出たが、遠方のクラブに入る負担などを理由に断られた。スカウト担当の平野勝哉は当時の伊野波について「まだ小柄でどんなタイプの選手かも分からなかった」と述懐している。鹿島がキャンプで伊野波の地元である宮崎を訪れた際には練習を見学に行き、小笠原満男と一緒に写真を撮っている。
2001年、鹿児島実業高等学校に進学。高校卒業後のJリーグ入りを目指して数チームに練習参加するが叶わず、2004年に阪南大学に進学。1年生の時にユニバーシアード候補に選出されて名を上げると、負傷した吉弘充志の代役として大熊清率いるU-20日本代表に抜擢され、2005年のワールドユースにも参加。しかし、本大会では出場機会を得られず、この悔しさと、元々大学で4年間を過ごすつもりも無かったことから大学を休学してのプロ入りを決断。

## クラブ経歴

### FC東京
J1の6クラブからオファーを受け、特に鹿島では既にプロ入りしていた増田からも誘いを受けていたが、増田との対戦を希望し、2006年1月にFC東京への加入が発表された。当時の監督であったガーロは開幕戦から新人の伊野波をスタメンに抜擢しボランチで起用。相手キーマンへのマンマークを担った。その後も故障者の多かった守備陣の穴を埋める形で、SBやボランチ、CBと複数のポジションで出番を与えられた。第19節アビスパ福岡戦ではヘディングでプロ初得点を決めた。
2007年はポジションをSBに絞って臨むことを宣言していたが、4月に出場機会を失うと ボランチへの転向を志願。しかし、シーズン中盤以降今野泰幸がボランチに復帰 してからは再び控えに戻った。

### 鹿島アントラーズ
2008年、鹿島アントラーズに完全移籍。同年開催の北京オリンピック代表メンバー入りに向け、シーズン通してレギュラーでプレーすることを目標としていたが、序盤はバックアッパーに甘んじ、オリンピック出場を逃した。シーズン終盤にかけてCBの定位置を奪取。リーグ優勝に貢献し、プロ入り後初のタイトルを獲得した。
2010年序盤はDF李正秀の加入により出場機会が激減するも、同年7月に李が退団して以降はレギュラーに復帰した。
2011年はリーグ戦とACLが併行していた序盤こそ先発出場を続けていたが、ACL敗退後は中田浩二がCBに配されたことで 出場機会を減らし、「日本代表で結果を残すため」シーズン途中で退団した。

### ハイドゥク・スプリト
2011年7月、クロアチア1部プルヴァHNLのハイドゥク・スプリトへ完全移籍。クロアチアを足掛かりに上位リーグへの移籍を目指していたが、給与未払いを理由に2012年1月に退団した。

### ヴィッセル神戸
2012年2月、ヴィッセル神戸へ完全移籍。序盤は主にボランチで起用されたが、その後ポジションをCBへ移した。J2降格を喫し、1年で退団した。

### ジュビロ磐田
2013年、ジュビロ磐田へ完全移籍。開幕から3バックの一角を務めたが、チームのサッカーに順応できず、代表活動の負担も重なりチームはJ1第31節鳥栖戦の敗北より降格。神戸在籍時に続く2年連続のJ2降格となってしまった。2014年はディフェンスリーダーとして奮戦するも、好不調の波が激しく安定感を欠き J1復帰を逃した。
2015年は左長母指屈筋の負傷を抱えながらも、守備の要として32試合に出場。同年11月23日のJ1昇格が懸かったJ2最終節大分戦では、シーズン初得点となる先制ゴールを決めて同月12日に亡くなった監督・名波浩の父を思いユニホームの袖下から喪章を外し、スタンドへ掲げた。この得点もあってJ1復帰を果たしたが、自身の高年俸やクラブの若手登用の方針から 磐田との契約を満了。翌年の神戸加入時には、磐田側から戦力外通告を受けた旨を明かした。

### ヴィッセル神戸復帰
タイなどへの海外移籍 や引退を含め進路を模索したが、古巣ヴィッセル神戸ではJ2降格を喫し何も成し遂げられなかった、やり残したことがあるとして、2016年2月に同クラブへ完全移籍。4年ぶりの復帰となった。同年はセンターバックのレギュラーとして出場を続けたが、クエンテン・マルティノス（横浜FM）と共にリーグ最多タイの警告処分を受けた。
2018年シーズンは、なかなか試合に絡む事は出来なかったが、10月にフアン・マヌエル・リージョが監督に就任するとボランチとしてレギュラーを奪う。レギュラーを奪うきっかけとなった第31節の名古屋グランパス戦では、リージョが試合後のインタビューで「伊野波はチームに熱を加えてくれた」と伊野波を称賛している。しかし、チームの新シーズンの始動日である 2019年1月17日に契約満了によりヴィッセル神戸を退団する事が発表された。

### 横浜FC
2019年2月18日、横浜FCへ移籍する事が発表された。2月に入団した事もあり、クラブのキャンプに参加することができず、難しいコンデション調整を強いられたが、3月16日に行われたJ2第4節・アルビレックス新潟戦で移籍後初出場。新潟戦以降はレギュラーとして出場し、横浜FCのJ1昇格に貢献した。2021年12月30日、契約満了が発表された。

### 南葛SC
2022年3月1日、南葛SCに加入したと発表があった。12月19日、現役引退を発表した。

## 代表経歴
2006年8月31日、イビチャ・オシムが指揮するAFCアジアカップ2007予選大会の日本代表メンバーに選出された（試合出場なし）。2007年のアジアカップにも直前で播戸竜二が負傷離脱したため A代表に緊急招集された。また、U-22代表では北京五輪アジア二次予選までキャプテンを務め、3バックの中央でDFラインを統率した。
2010年、アルベルト・ザッケローニの初采配となるアルゼンチンとのキリンチャレンジカップおよび韓国との国際親善試合の日本代表メンバーに選出。
2011年のアジアカップでサウジアラビア戦に後半から内田篤人と交代で日本代表初出場を果たし、直後に前田遼一へのアシストを決めた。内田の出場停止により初の先発出場となった準々決勝のカタール戦ではオフサイドをかけ損なって失点につなげるなど 終始低調なパフォーマンスだったが終盤に値千金の決勝点を決めた。
2014年5月12日、2014 FIFAワールドカップの日本代表メンバーに選出された。所属するジュビロ磐田は2013年にJ2に降格しているため、J2クラブ所属でワールドカップ日本代表に選出された史上3人目の選手となった。しかし、本大会での出場機会はなくチームもグループリーグで敗退した。

## 人物・エピソード
- 季節に関係なく1日2個は必ず食べるというほどアイスクリームが大好物である[12][7]。
- 2008年開幕前に入籍。相手は2歳上で阪南大学時代の友人の紹介で出会った。
- 2018年12月14日に、投資関係のトラブルで元チームメイトと訴訟問題を抱えていると東京スポーツで報じられた[59]。

## 所属クラブ
- 宮崎東サッカースポーツ少年団[8](宮崎市立東大宮小学校)[9]
- 1998年 - 2000年 宮崎市立生目台中学校[8][9]
- 2001年 - 2003年 鹿児島実業高等学校
- 2004年 - 2005年 阪南大学 (休学してプロ入り、後に退学)
- 2006年 - 2007年 FC東京
- 2008年 - 2011年7月 鹿島アントラーズ
- 2011年7月 - 2012年1月 ハイドゥク・スプリト
- 2012年 ヴィッセル神戸
- 2013年 - 2015年 ジュビロ磐田
- 2016年 - 2018年 ヴィッセル神戸
- 2019年 - 2021年 横浜FC
- 2022年 南葛SC

## 個人成績
| 国内大会個人成績 | 国内大会個人成績 | 国内大会個人成績 | 国内大会個人成績 | 国内大会個人成績 | 国内大会個人成績 | 国内大会個人成績 | 国内大会個人成績 | 国内大会個人成績 | 国内大会個人成績 | 国内大会個人成績 | 国内大会個人成績 |
| 年度             | クラブ           | 背番号           | リーグ           | リーグ戦         | リーグ戦         | リーグ杯         | リーグ杯         | オープン杯       | オープン杯       | 期間通算         | 期間通算         |
| 年度             | クラブ           | 背番号           | リーグ           | 出場             | 得点             | 出場             | 得点             | 出場             | 得点             | 出場             | 得点             |
| 日本             | 日本             | 日本             | 日本             | リーグ戦         | リーグ戦         | リーグ杯         | リーグ杯         | 天皇杯           | 天皇杯           | 期間通算         | 期間通算         |
| ---------------- | ---------------- | ---------------- | ---------------- | ---------------- | ---------------- | ---------------- | ---------------- | ---------------- | ---------------- | ---------------- | ---------------- |
| 2006             | FC東京           | 19               | J1               | 28               | 1                | 5                | 0                | 2                | 0                | 35               | 1                |
| 2007             | FC東京           | 19               | J1               | 20               | 0                | 4                | 0                | 0                | 0                | 24               | 0                |
| 2008             | 鹿島             | 19               | J1               | 23               | 0                | 1                | 0                | 2                | 0                | 26               | 0                |
| 2009             | 鹿島             | 19               | J1               | 30               | 1                | 2                | 0                | 4                | 0                | 36               | 1                |
| 2010             | 鹿島             | 19               | J1               | 26               | 0                | 2                | 0                | 5                | 0                | 33               | 0                |
| 2011             | 鹿島             | 19               | J1               | 10               | 1                | -                | -                | -                | -                | 10               | 1                |
| クロアチア       | クロアチア       | クロアチア       | クロアチア       | リーグ戦         | リーグ戦         | リーグ杯         | リーグ杯         | オープン杯       | オープン杯       | 期間通算         | 期間通算         |
| 2011-12          | ハイドゥク       | 19               | 1.HNL            | 15               | 1                | 3                | 0                | -                | -                | 18               | 1                |
| 日本             | 日本             | 日本             | 日本             | リーグ戦         | リーグ戦         | リーグ杯         | リーグ杯         | 天皇杯           | 天皇杯           | 期間通算         | 期間通算         |
| 2012             | 神戸             | 19               | J1               | 29               | 0                | 1                | 0                | 0                | 0                | 30               | 0                |
| 2013             | 磐田             | 19               | J1               | 25               | 1                | 4                | 0                | 0                | 0                | 29               | 1                |
| 2014             | 磐田             | 19               | J2               | 25               | 1                | -                | -                | 1                | 0                | 26               | 1                |
| 2015             | 磐田             | 19               | J2               | 32               | 1                | -                | -                | 0                | 0                | 32               | 1                |
| 2016             | 神戸             | 39               | J1               | 27               | 0                | 6                | 0                | 1                | 0                | 34               | 0                |
| 2017             | 神戸             | 39               | J1               | 15               | 0                | 5                | 0                | 3                | 1                | 23               | 1                |
| 2018             | 神戸             | 39               | J1               | 10               | 0                | 0                | 0                | 0                | 0                | 10               | 0                |
| 2019             | 横浜FC           | 39               | J2               | 28               | 0                | -                | -                | 0                | 0                | 28               | 0                |
| 2020             | 横浜FC           | 19               | J1               | 19               | 0                | 1                | 0                | -                | -                | 20               | 0                |
| 2021             | 横浜FC           | 19               | J1               | 19               | 0                | 2                | 0                | 1                | 0                | 22               | 0                |
| 2022             | 南葛             | 39               | 関東1部          | 1                | 0                | -                | -                | -                | -                | 1                | 0                |
| 通算             | 日本             | 日本             | J1               | 281              | 4                | 33               | 0                | 18               | 1                | 332              | 5                |
| 通算             | 日本             | 日本             | J2               | 85               | 2                | -                | -                | 1                | 0                | 86               | 2                |
| 通算             | 日本             | 日本             | 関東1部          | \|1              | 0                | -                | -                | 0                | 0                | 1                | 0                |
| 通算             | クロアチア       | クロアチア       | 1.HNL            | 15               | 1                | 3                | 0                | -                | -                | 18               | 1                |
| 総通算           | 総通算           | 総通算           | 総通算           | 382              | 7                | 36               | 0                | 19               | 1                | 437              | 8                |

その他の公式戦
- 2009年
  - スーパーカップ 1試合0得点
- 2014年
  - J1昇格プレーオフ 1試合0得点

| 国際大会個人成績 | 国際大会個人成績 | 国際大会個人成績 | 国際大会個人成績 | 国際大会個人成績 |
| 年度             | クラブ           | 背番号           | 出場             | 得点             |
| AFC              | AFC              | AFC              | ACL              | ACL              |
| ---------------- | ---------------- | ---------------- | ---------------- | ---------------- |
| 2008             | 鹿島             | 19               | 2                | 0                |
| 2009             | 鹿島             | 19               | 6                | 0                |
| 2010             | 鹿島             | 19               | 5                | 0                |
| 2011             | 鹿島             | 19               | 3                | 0                |
| 通算             | AFC              | AFC              | 16               | 0                |

その他の国際公式戦
- 2011年
  - UEFAヨーロッパリーグ 2011-12予選3回戦 1試合0得点

## 獲得タイトル
- 関西学生サッカーリーグ 新人賞 (2004年)[14]
- デンソーカップ日韓大学定期戦 優秀MF賞[14]
- ユニバーシアードサッカー競技 (2005年)[14]
- Jリーグ (2008年、2009年)
- FUJI XEROX SUPER CUP (2009年、2010年)
- 天皇杯全日本サッカー選手権大会 (2010年)
- AFCアジアカップ (2011年)

## 代表歴

### 出場大会
- U-20日本代表
  - 2005年 - FIFAワールドユース選手権
- U-21日本代表
- U-22日本代表
  - 2007年 - 北京オリンピックサッカーアジア予選
- U-23日本代表
  - 2008年 - トゥーロン国際大会
- 日本代表
  - 2006年 - AFCアジアカップ予選
  - 2007年 - AFCアジアカップ2007
  - 2011年 - AFCアジアカップ2011
  - 2013年 - FIFAコンフェデレーションズカップ2013
  - 2014年 - 2014 FIFAワールドカップ

### 試合数
- 国際Aマッチ 21試合 1得点 (2011年 - 2014年)[5]

| 日本代表 | 国際Aマッチ | 国際Aマッチ |
| 年       | 出場        | 得点        |
| -------- | ----------- | ----------- |
| 2011     | 9           | 1           |
| 2012     | 7           | 0           |
| 2013     | 4           | 0           |
| 2014     | 1           | 0           |
| 通算     | 21          | 1           |

### 出場
| No. | 開催日         | 開催都市     | スタジアム                             | 対戦国                 | 結果        | 監督         | 大会                                    |
| --- | -------------- | ------------ | -------------------------------------- | ---------------------- | ----------- | ------------ | --------------------------------------- |
| 1.  | 2011年1月17日  | アルライヤン | アフメド・ビン＝アリー・スタジアム     | サウジアラビア         | ○5-0        | ザッケローニ | AFCアジアカップ2011                     |
| 2.  | 2011年1月21日  | ドーハ       | サーニー・ビン・ジャーシム・スタジアム | カタール               | ○3-2        | ザッケローニ | AFCアジアカップ2011                     |
| 3.  | 2011年1月25日  | ドーハ       | サーニー・ビン・ジャーシム・スタジアム | 韓国                   | ○2-2(PK3-0) | ザッケローニ | AFCアジアカップ2011                     |
| 4.  | 2011年1月29日  | ドーハ       | ハリファインターナショナルスタジアム   | オーストラリア         | ○1-0        | ザッケローニ | AFCアジアカップ2011                     |
| 5.  | 2011年6月1日   | 新潟         | 東北電力ビッグスワンスタジアム         | ペルー                 | △0-0        | ザッケローニ | キリンカップサッカー2011                |
| 6.  | 2011年6月7日   | 横浜         | 横浜国際総合競技場                     | チェコ                 | △0-0        | ザッケローニ | キリンカップサッカー2011                |
| 7.  | 2011年10月7日  | 神戸         | ホームズスタジアム神戸                 | ベトナム               | ○1-0        | ザッケローニ | キリンチャレンジカップ2011              |
| 8.  | 2011年11月11日 | ドゥシャンベ | ドゥシャンベ・セントラル・スタジアム   | タジキスタン           | ○4-0        | ザッケローニ | 2014 FIFAワールドカップ・アジア3次予選  |
| 9.  | 2011年11月15日 | 平壌         | 金日成競技場                           | 朝鮮民主主義人民共和国 | ●0-1        | ザッケローニ | 2014 FIFAワールドカップ・アジア3次予選  |
| 10. | 2012年2月24日  | 大阪         | 大阪長居スタジアム                     | アイスランド           | ○3-1        | ザッケローニ | キリンチャレンジカップ2012              |
| 11. | 2012年5月23日  | 袋井         | エコパスタジアム                       | アゼルバイジャン       | ○2-0        | ザッケローニ | キリンチャレンジカップ2012              |
| 12. | 2012年6月8日   | さいたま     | 埼玉スタジアム2002                     | ヨルダン               | ○6-0        | ザッケローニ | 2014 FIFAワールドカップ・アジア最終予選 |
| 13. | 2012年6月12日  | ブリスベン   | ブリスベン・スタジアム                 | オーストラリア         | △1-1        | ザッケローニ | 2014 FIFAワールドカップ・アジア最終予選 |
| 14. | 2012年8月15日  | 札幌         | 札幌ドーム                             | ベネズエラ             | △1-1        | ザッケローニ | キリンチャレンジカップ2012              |
| 15. | 2012年9月6日   | 新潟         | 東北電力ビッグスワンスタジアム         | アラブ首長国連邦       | ○1-0        | ザッケローニ | キリンチャレンジカップ2012              |
| 16. | 2012年9月11日  | さいたま     | 埼玉スタジアム2002                     | イラク                 | ○1-0        | ザッケローニ | 2014 FIFAワールドカップ・アジア最終予選 |
| 17. | 2013年2月6日   | 神戸         | ホームズスタジアム神戸                 | ラトビア               | ○3-0        | ザッケローニ | キリンチャレンジカップ2013              |
| 18. | 2013年3月22日  | アル・アイン | ハリファインターナショナルスタジアム   | カナダ                 | ○2-1        | ザッケローニ | 国際親善試合                            |
| 19. | 2013年6月11日  | ドーハ       | グランド・ハマド・スタジアム           | イラク                 | ○1-0        | ザッケローニ | 2014 FIFAワールドカップ・アジア最終予選 |
| 20. | 2013年8月14日  | 宮城         | 宮城スタジアム                         | ウルグアイ             | ●2-4        | ザッケローニ | キリンチャレンジカップ2013              |
| 21. | 2014年5月27日  | さいたま     | 埼玉スタジアム2002                     | キプロス               | ○1-0        | ザッケローニ | キリンチャレンジカップ2014              |

### ゴール
| #  | 開催年月日    | 開催地           | 対戦国   | 勝敗 | 試合概要            |
| -- | ------------- | ---------------- | -------- | ---- | ------------------- |
| 1. | 2011年1月21日 | カタール、ドーハ | カタール | ○3-2 | AFCアジアカップ2011 |